# Dagmar Hagelin
Dagmar Hagelin (suec: Dagmar Ingrid Hagelin)  (Buenos Aires, 29 de setembre de 1959 - Buenos Aires, c. 27 de gener de 1977) va ser una adolescent estudiant de secundària argentina, que als 17 anys va ser ferida i segrestada pel Grup de tasques 3.3.2, al comandament de l'aleshores tinent de la Marina Alfredo Astiz, durant la dictadura autodenominada Procés de Reorganització Nacional (1976-1983) i desapareguda des de llavors.
Hi ha testimonis de persones que la van veure amb vida al centre clandestí de detenció de l'ESMA. El fet va generar un escàndol internacional que va portar gairebé a el trencament de relacions diplomàtiques entre Suècia i l'Argentina.
Per la seva vida van demanar personalment James Carter (president dels Estats Units d'Amèrica), i el Papa Joan Pau II.

## Joventut
Dagmar Hagelin vivia a Buenos Aires amb la seva mare i l'espòs d'aquesta, Edgardo Waissman, advocat defensor de presos polítics. El seu pare, Ragnar Hagelin, de pares suecs, havia nascut a Xile i va adquirir la nacionalitat argentina (el 1989 va adquirir la nacionalitat sueca).

Existeixen poques dades sobre la vida de Dagmar. Alguns testimonis la recorden com «una atleta avançada». El seu pare la recorda com:
| « | ...una noia plena de vida i d'il·lusions; no estava lluny de l'edat de jugar amb nines; ella creia en la vida, en l'amor, en la màgia de les coses quotidianes. | » |

El 1977, Dagmar Hagelin estava vivint en una pensió situada al Carrer Bermúdez n. 5261, Vila Bosch, partit de Tres de Febrero.

## El seu segrest
Durant les vacances d'estiu de 1975 a Villa Gesell, Dagmar va establir una amistat amb Norma Burgos, esposa de Carlos Caride, un important cap de l'organització guerrillera Montoneros. La relació es va produir a través del padrastre de Dagmar, Edgardo Waissman, qui havia estat defensor de Carles Caride el 1974.
La tarda de el 26 de gener de 1977, el Grup de tasques 3.3.2 de l'ESMA, comandat pel llavors tinent Alfredo Astiz, va detenir al carrer a Norma Burgos. Aquest procediment va ser registrat en una acta per la policia de Morón, mostrada a l'endemà al pare de Dagmar. Aquesta mateixa nit el grup va entrar a l'habitatge de Burgos ubicat al carrer Sgto. Cabral 317 del Palomar (Gran Buenos Aires) on vivia amb els seus pares. Interrogada pels militars, Norma Burgos va dir que a l'endemà rebria la visita de Maria Antònia Berger, una important dirigent del grup Montoneros de la zona oest i part del grup de tasques es va quedar a esperar-la.
El 27 de gener de 1977, a les 8.30h del matí, Dagmar Hagelin va anar a visitar Norma Burgos a casa seva. Els militars la van confondre amb María Antonia Berger, pel seva fenotip nòrdic, i li van apuntar amb les armes donant-li l'ordre d'aturar-se. La resposta de Dagmar va ser sortir corrent pel carrer Pampa. En la seva persecució van ser Astiz i el cap Peralta qui li van reiterar l'ordre d'aturar-se abans de disparar-li. Dagmar va rebre llavors un cop de bala al cap, disparada per Astiz, caient cap per avall sobre la vorera. Llavors, el grup de tasques van aturar un taxi Chevrolet (nombre de placa C-086.838, conduït per Jorge Eles), on Dagmar Hagelin va ser introduïda al maleter. Segons els comentaris dels nombrosos testimonis que van presenciar l'acció, Dagmar es trobava viva i conscient, i va intentar aturar amb les seves mans la porta del maleter abans de tancar-se.

## La seva desaparició
Ragnar Hagelin, el pare de Dagmar, va començar a preocupar-se per la seva filla aquest mateix migdia, quan no va arribar per a esmorzar. El pare de Norma Burgos i els veïns li van explicar que havia passat. Llavors, Ragnar Hagelin es va dirigir a la Subcomisaría del Palomar, on el Subcomisari Rogelio Vázquez li va informar que «havia estat un operatiu oficial de les Forces Armades». Aquesta mateixa nit es va dirigir a la central policial de Morón, on el Cap de Policia li va mostrar una acta del dia anterior on constava que la Marina havia demanat «area lliure», informant-li que es tractava d'un grup de l'ESMA. A l'endemà, a primera hora, Ragnar Hagelin va denunciar el fet a l'Ambaixada de Suècia, intervenint l'ambaixador Bertie Kollberg, qui va confirmar personalment que Dagmar havia estat detinguda per les Forces Armades amb la policia de Morón i el Ministeri de Relacions Exteriors.

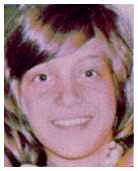
Dagmar Ingrid Hagelin, 1975
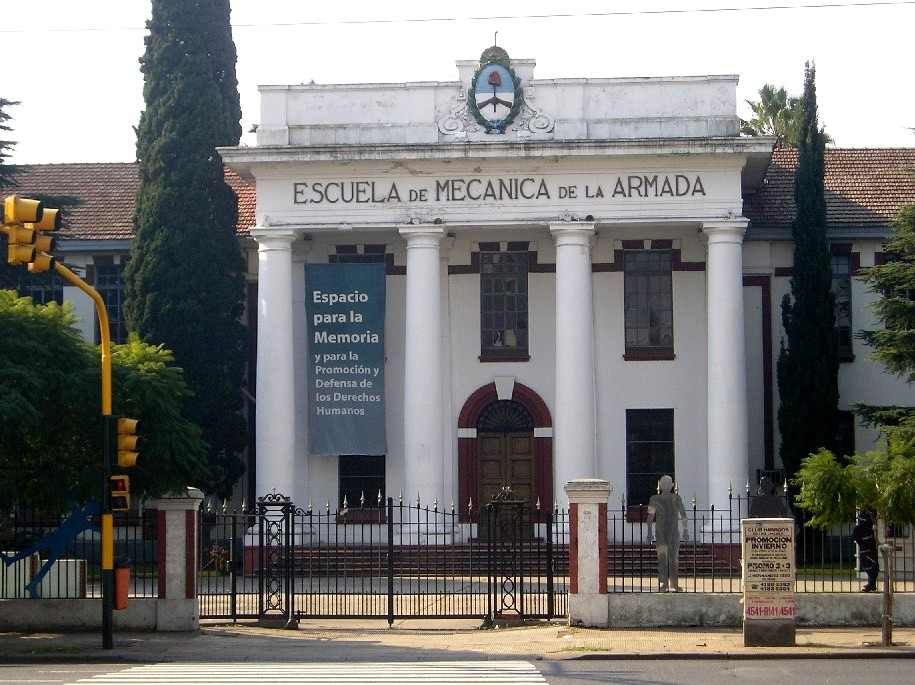
Escola de Mecànica de l'Armada (ESMA), on funcionava el Grup de Tasques 3.3.2 durant el Procés de Reorganització Nacional
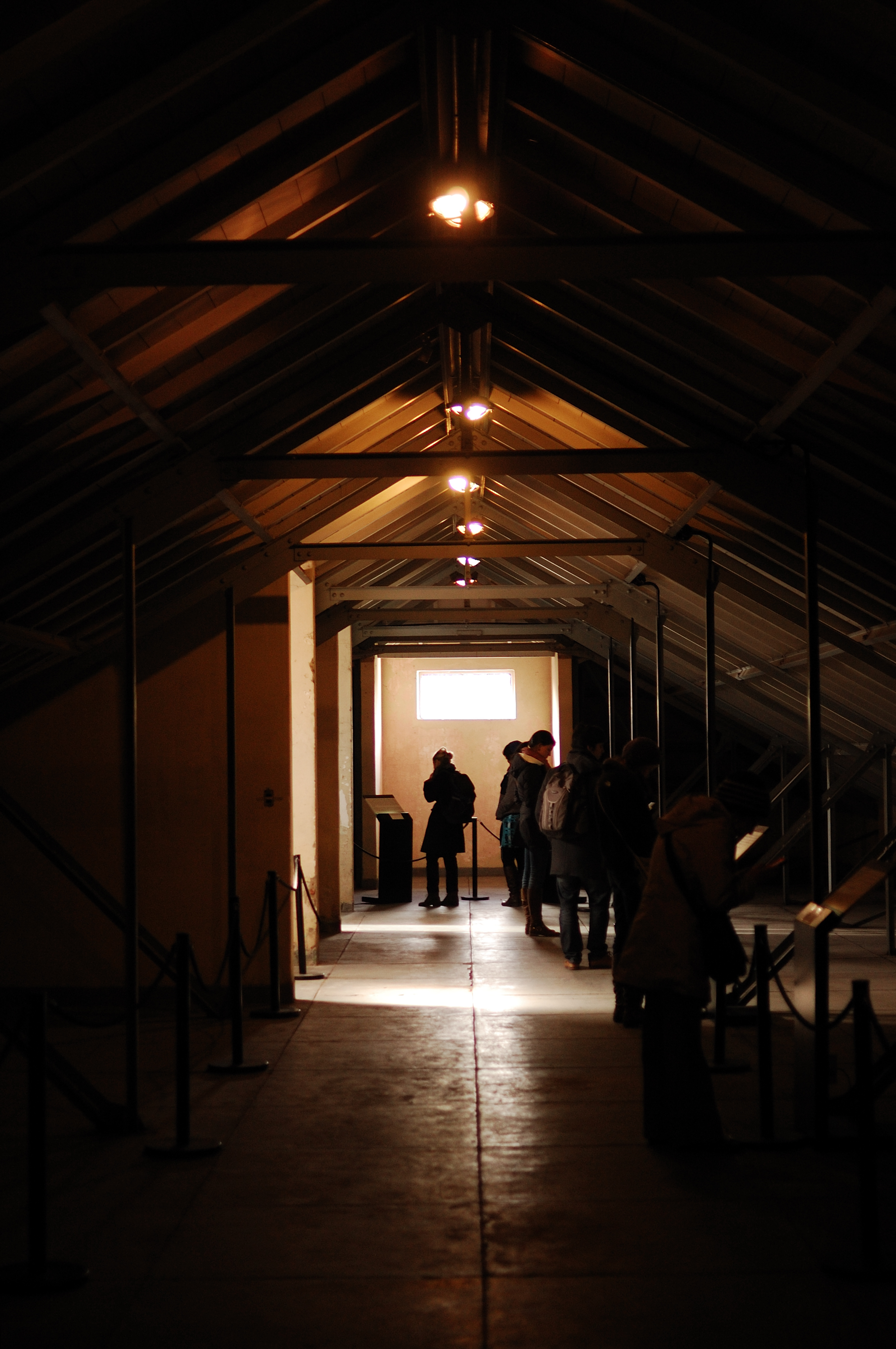
Soterrani de l'ESMA, on s'allotjaven les cel·les i sales de tortura on es portaven als nouvinguts

A partir d'aquest moment, tot i la incansable labor del seu pare, totes les gestions davant el govern argentí per establir la ubicació i obtenir l'alliberament de Dagmar serien inútils intencionada demorades o obstruïdes per les autoritats militars. No només el primer ministre suec va exigir que s'informés sobre la situació de Dagmar Hagelin, sinó també personalment el president dels Estats Units James Carter i el Papa Joan Pau II, sense obtenir cap resultat.
Per aquest motiu Suècia va arribar a retirar el seu ambaixador a Buenos Aires i a punt d'interrompre relacions diplomàtiques amb l'Argentina.
El juliol del 1977, el règim militar va sostenir que Dagmar Hagelin era en realitat una guerrillera pertanyent a Montoneros que es trobava pròfuga.
La desaparició de Dagmar Hagelin, juntament amb les de les monges franceses Léonie Duquet i Alice Domon, van tenir, des d'un primer moment, un gran impacte en l'opinió pública mundial, i es van constituir com a «casos testimoni» per al coneixement a l'exterior de l'estat de violació massiva de drets humans que s'estava produint en l'Argentina.

## La seva recerca
Ragnar Hagelin ha buscat a la seva filla i exigit que es castigui els culpables del seu segrest i segur assassinat sense parar des del mateix dia de la seva desaparició.
El novembre de 1979, l'opinió pública mundial va conèixer per primera vegada testimonis directes dels camps de concentració a l'Argentina, a través de les declaracions de tres alliberades que havien estat en l'ESMA: Ana Maria Martí, Alicia Milia de Pirles i Sara Solarz de Osatinsky. La premsa sueca va dir llavors que «Dagmar va ser llançada a la mar», però cap de les tres coneixia res sobre la sort de la jove. No obstant això Pirles i Osatinsky van donar a conèixer una informació decisiva: que Norma Burgos també havia estat alliberada i era a Madrid.
Les autoritats sueques van establir contacte amb Norma Burgos, qui va prestar un testimoni decisiu el 13 de desembre de 1979. Va explicar que mentre estava detinguda en l'ESMA, va veure i va parlar amb Dagmar Hagelin en tres oportunitats, el mateix 27 de gener en què la jove va ser segrestada i novament, dos o tres dies després, i a l'acabar la primera setmana de febrer. En les dues primeres ocasions Dagmar es trobava conscient en una llitera en la infermeria del soterrani. Presentava una ferida una mica més amunt de l'arc de la cella esquerre (un vessament vermellós sota els seus ulls) i no podia controlar els esfínters. Va arribar a preguntar-li com estava i Dagmar va contestar alguna cosa equivalent a «malgrat tot em sento bé». L'última vegada que la va veure va ser en el tercer pis, aixecant-se la caputxa per un pocs segons: Dagmar estava en una habitació sola, dempeus i amb una camisa de dormir o bata florejada. Aproximadament el 10 de febrer, Burgos va veure que l'habitació en la qual es trobava Dagmar estava buida i va aconseguir que un custodi li informés que havia estat traslladada individualment. Burgos va declarar també que:
| « | ... a diferència d'altres casos que solien ser referits en els diàlegs entre els captors i entre aquests i els seus presoners, mai ningú més va fer esment a la sort correguda per Dagmar Ingrid Hagelin. | » |

Norma Burgos fins i tot tenia la brusa que Dagmar tenia posada quan va ser segrestada i portava a l'ESMA, i la hi va lliurar al seu pare. En el seu testimoni, Burgos va oferir una altra dada fonamental, l'individualitzar la persona que va disparar contra Dagmar i dirigia el grup que la va segrestar: Alfredo Astiz.
El 8 d'abril de 1980, el Ministre de Relacions Exteriors de Suècia va informar al Parlament sobre el cas Dagmar Hagelin, sintetitzant l'actitud de govern argentí amb aquestes paraules:
| « | El govern argentí ha mentit i segueix mentint. La resposta és insatisfactòria i inacceptable. | » |

Al juny de 1983, Ragnar Hagelin i la seva família, que s'havien instal·lat a Suècia a causa de les amenaces que rebien en l'Argentina, van tornar a país esperançats amb la possibilitat de les eleccions generals i democràtiques.

## Els judicis contra els culpables
El 12 de gener de 1984, Ragnar Hagelin, acompanyat per periodistes de la revista La Semana va entrevistar a Raúl Vilariño a Punta del Este, Uruguai. Vilariño era un repressor de l'ESMA qui va dir haver vist a Dagmar a Mar del Plata, en un centre clandestí de detenció anomenat «Centre de recuperació». Va sostenir que la jove estava en una cadira de rodes. Ragnar Hagelin va trobar les restes del centre en una confiteria anomenada Villajoyosa, situada enfront de la mar, on també va trobar inscrites en un tronc les inicials D.H., però sense poder determinar si havien estat tallades per Dagmar.
Pocs dies després que el nou president democràtic, Raúl Alfonsín, assumís el poder el 10 de desembre de 1983, el gener de 1984 es va iniciar la causa Dagmar Ingrid Hagelin al Jutjat Penal n. 4 de Morón (Buenos Aires), a càrrec del jutge Luis María Chichizola. Immediatament el Consell Suprem de les Forces Armades va informar que el cas havia estat jutjat en secret per la justícia militar i que havia estat sobresegut.
El 1985 es va realitzar el Judici a les Juntes, en el qual el cas de Dagmar Hagelin era un dels «casos testimoni» que van ser utilitzats per condemnar als seus integrants. El 1990, tots els condemnats van ser indultats pel president Carlos Menem.
La causa penal contra Astiz per la desaparició de Dagmar Hagelin va ser tancada el 1986 per considerar que la causa havia prescrit. Alfredo Astiz va quedar sense possibilitat de ser jutjat per aquest cas.
Des de llavors, Ragnar Hagelin i el seu advocat, el dirigent polític d'esquerra Luis Zamora, han insistit tenaçment en la reobertura de la causa, havent sofert dos rebutjos de la Cort Suprema de Justícia.
El 1998 Ragnar Hagelin i altres familiars de desapareguts en l'ESMA van assolir que la justícia argentina investigués què els havia passat als seus familiars, encara que sense possibilitat de condemnar els culpables. Aquests judicis es van conèixer amb el nom de «judicis per la veritat». En aquest marc es va formalitzar el testimoni de Mercedes Carazo, qui ja havia realitzat declaracions a la televisió sueca el 1996. Carazo va ser una detinguda-desapareguda en l'ESMA que va haver de convertir-se en amant d'un dels principals repressors, Antonio Pernías. Va declarar que no només va veure a Dagmar en l'ESMA sinó que va sentir a Pernías i a Jorge «Tigre» Acosta, cap de l'ESMA, dir que el seu segrest havia estat fruit d'un error, a causa que va ser confosa amb María Antonia Berger, i que després van decidir matar degut l'alta exposició mundial.
Sobre la declaració de Carazo, el pare de Dagmar reflexionava el següent:
| « | Carazo va dir a la televisió sueca que havia parlat sobre el cas de la meva filla amb el mateix Pernías i amb el «Tigre» Acosta, i que ells reconeixien que havien comès un error. Que esperaven a Maria Antònia Berger i que la van confondre amb Dagmar, però que com estaven en una situació difícil per la pressió diplomàtica internacional van decidir aprofundir l'error matant-la ... la data en què la dona diu haver vist a Dagmar en l'ESMA té una transcendència terrible. És que Carazo diu que aquesta trobada es va produir entre febrer i març de 1977 ... A la meva filla la van portar el 27 de gener i ho sabem concretament perquè el govern suec ens va facilitar informació confidencial que indica que va estar viva fins a la segona quinzena de febrer. El rastre es va perdre per aquesta data. | » |

El 18 d'agost de 2006, la Cambra de Cassació Penal va acceptar el tràmit de la reobertura de la investigació del que ha passat amb Dagmar Hagelin per considerar-la delicte de lesa humanitat i, com a tal, imprescriptible.
El 24 d'abril de 2009, Alfredo Astiz i Jorge «Tigre» Acosta, junt amb altres 30 acusats, van ser processats pel segrest i desaparició de la jove sueca Dagmar Hagelin durant l'última dictadura militar. El 26 d'octubre de 2011, en el marc de la Megacausa ESMA pels crims comesos en l'ESMA, el Tribunal Oral Federal n. 5 va jutjar 18 repressors, entre ells a Alfredo Astiz i Jorge «Tigre» Acosta, els quals van ser condemnat a cadena perpètua i inhabilitació absoluta i perpètua. El 23 d'abril de 2014, la Càmera Federal de Cassació Penal va confirmar la pena a presó perpètua per a Alfredo Astiz i Jorge «Tigre» Acosta pels crims de lesa humanitat comesos a l'ESMA durant la dictadura militar. El 29 de novembre del 2017, van ser condemnats novament a cadena perpètua en el judici ESMA III.